# Lammerville
Lammerville est une commune française située dans le département de la Seine-Maritime en région Normandie.

## Géographie

### Localisation
| Brachy       |             | Hermanville         |
| Rainfreville | Lammerville | Bacqueville-en-Caux |
| Royville     |             | Bacqueville-en-Caux |

### Hydrographie
La commune est située dans le bassin Seine-Normandie. Elle est drainée par la Saâne et la Vienne,.
La Saâne, d'une longueur de 40 km, prend sa source dans la commune de Yerville et se jette  dans la Mancheen limite des communes d'Sainte-Marguerite-sur-Mer et de Quiberville-sur-Mer, après avoir traversé 24 communes. Les caractéristiques hydrologiques de la Saâne sont données par la station hydrologique située sur la commune de Biville-la-Rivière. Le débit moyen mensuel est de 2,07 m3/s. Le débit moyen journalier maximum est de 5,19 m3/s, atteint lors de la crue du 28 mai 2018. Le débit instantané maximal est quant à lui de 8,97 m3/s, atteint le même jour.

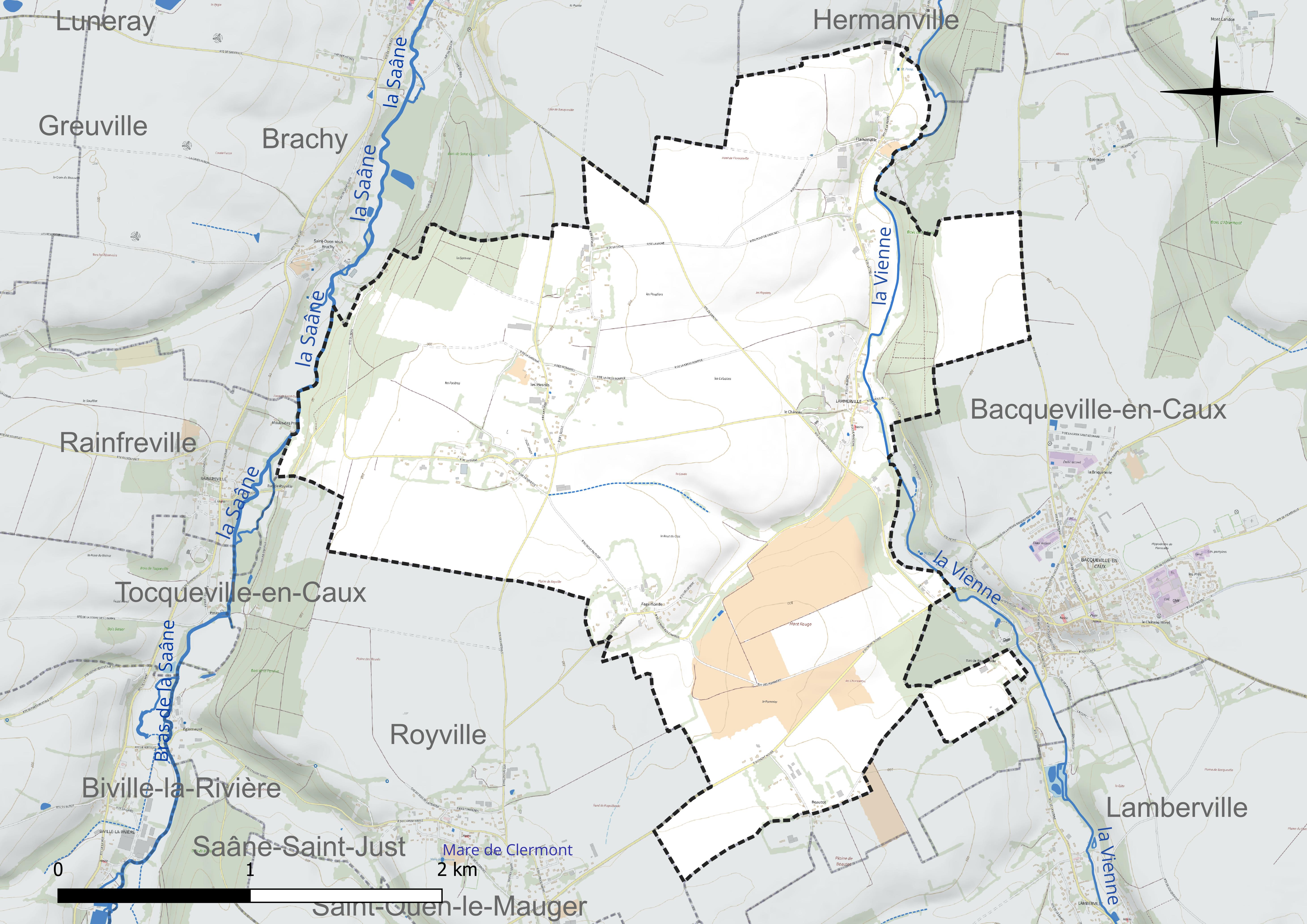
Réseau hydrographique de Lammerville.

La Vienne, d'une longueur de 15 km, prend sa source dans la commune de Beauval-en-Caux et se jette  dans la Saâne à Ambrumesnil, après avoir traversé neuf communes. Les caractéristiques hydrologiques de la Vienne sont données par la station hydrologique située sur la commune de Hermanville. Le débit moyen mensuel est de 0,44 m3/s. Le débit moyen journalier maximum est de 2,04 m3/s, atteint lors de la crue du 10 décembre 2021. Le débit instantané maximal est quant à lui de 4,47 m3/s, atteint le 19 juin 2023.

### Climat
Pour des articles plus généraux, voir Climat de la Normandie et Climat de la Seine-Maritime.
En 2010, le climat de la commune est de type climat océanique franc, selon une étude du CNRS s'appuyant sur une série de données couvrant la période 1971-2000. En 2020, Météo-France publie une typologie des climats de la France métropolitaine dans laquelle la commune est exposée à un climat océanique et est dans la région climatique Côtes de la Manche orientale, caractérisée par un faible ensoleillement (1 550 h/an) ; forte humidité de l’air (plus de 20 h/jour avec humidité relative > 80 % en hiver), vents forts fréquents. Parallèlement le GIEC normand, un groupe régional d’experts sur le climat, différencie quant à lui, dans une étude de 2020, trois grands types de climats pour la région Normandie, nuancés à une échelle plus fine par les facteurs géographiques locaux. La commune est, selon ce zonage, exposée à un « climat maritime », correspondant au Pays de Caux, frais, humide et pluvieux, légèrement plus frais que dans le Cotentin.
Pour la période 1971-2000, la température annuelle moyenne est de 10,5 °C, avec une amplitude thermique annuelle de 13,2 °C. Le cumul annuel moyen de précipitations est de 906 mm, avec 13,3 jours de précipitations en janvier et 8,6 jours en juillet. Pour la période 1991-2020, la température moyenne annuelle observée sur la station météorologique la plus proche, située sur la commune de Dieppe à 16 km à vol d'oiseau, est de 11,3 °C et le cumul annuel moyen de précipitations est de 805,2 mm,. Pour l'avenir, les paramètres climatiques de la commune estimés pour 2050 selon différents scénarios d’émission de gaz à effet de serre sont consultables sur un site dédié publié par Météo-France en novembre 2022.

## Urbanisme

### Typologie
Au 1er janvier 2024, Lammerville est catégorisée commune rurale à habitat dispersé, selon la nouvelle grille communale de densité à sept niveaux définie par l'Insee en 2022.
Elle est située hors unité urbaine et hors attraction des villes,.

### Occupation des sols
L'occupation des sols de la commune, telle qu'elle ressort de la base de données européenne d’occupation biophysique des sols Corine Land Cover (CLC), est marquée par l'importance des territoires agricoles (90,5 % en 2018), une proportion identique à celle de 1990 (90,5 %). La répartition détaillée en 2018 est la suivante : 
terres arables (62,3 %), prairies (19,9 %), forêts (8,9 %), cultures permanentes (8,3 %), zones urbanisées (0,6 %). L'évolution de l’occupation des sols de la commune et de ses infrastructures peut être observée sur les différentes représentations cartographiques du territoire : la carte de Cassini (XVIIIe siècle), la carte d'état-major (1820-1866) et les cartes ou photos aériennes de l'IGN pour la période actuelle (1950 à aujourd'hui).

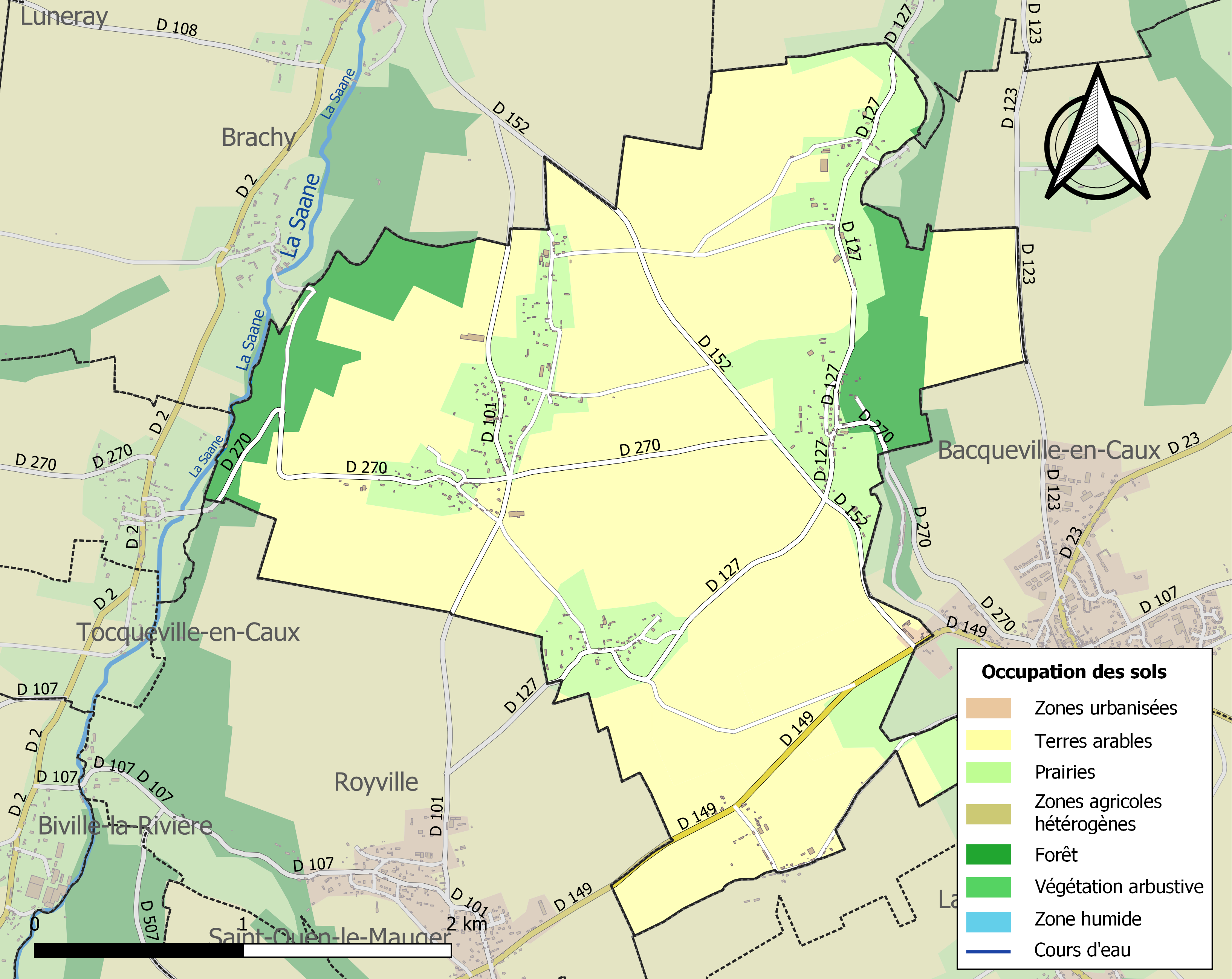
Carte des infrastructures et de l'occupation des sols de la commune en 2018 (CLC).

## Toponymie
Le nom de la localité est attesté sous la forme Loomervilla vers 1210.

## Politique et administration
| Période                                  | Période                    | Identité     | Étiquette | Qualité                                                                                      |
| ---------------------------------------- | -------------------------- | ------------ | --------- | -------------------------------------------------------------------------------------------- |
| Les données manquantes sont à compléter. |                            |              |           |                                                                                              |
| 1864                                     |                            | Boulan       |           |                                                                                              |
| 1926                                     |                            | Affagard     |           |                                                                                              |
| avant 2002                               |                            | Bernard Noël | DVD       |                                                                                              |
| Les données manquantes sont à compléter. |                            |              |           |                                                                                              |
| mars 2014                                | En cours (au 11 août 2020) | Blandine Das |           | Retraitée Vice-président de la CC Terroir de Caux (2017 → ) Réélue pour le mandar 2020-2026, |

## Population et société

### Démographie
L'évolution du nombre d'habitants est connue à travers les recensements de la population effectués dans la commune depuis 1793. Pour les communes de moins de 10 000 habitants, une enquête de recensement portant sur toute la population est réalisée tous les cinq ans, les populations de référence des années intermédiaires étant quant à elles estimées par interpolation ou extrapolation. Pour la commune, le premier recensement exhaustif entrant dans le cadre du nouveau dispositif a été réalisé en 2004.

En 2022, la commune comptait 307 habitants, en évolution de −11,01 % par rapport à 2016 (Seine-Maritime : +0,35 %, France hors Mayotte : +2,11 %).
| 1793 | 1800 | 1806 | 1821 | 1831 | 1836 | 1841 | 1846 | 1851 |
| ---- | ---- | ---- | ---- | ---- | ---- | ---- | ---- | ---- |
| 910  | 944  | 964  | 941  | 962  | 955  | 937  | 904  | 864  |

| 1856 | 1861 | 1866 | 1872 | 1876 | 1881 | 1886 | 1891 | 1896 |
| ---- | ---- | ---- | ---- | ---- | ---- | ---- | ---- | ---- |
| 855  | 831  | 807  | 741  | 740  | 714  | 668  | 664  | 661  |

| 1901 | 1906 | 1911 | 1921 | 1926 | 1931 | 1936 | 1946 | 1954 |
| ---- | ---- | ---- | ---- | ---- | ---- | ---- | ---- | ---- |
| 580  | 505  | 470  | 438  | 414  | 414  | 398  | 419  | 406  |

| 1962 | 1968 | 1975 | 1982 | 1990 | 1999 | 2004 | 2006 | 2009 |
| ---- | ---- | ---- | ---- | ---- | ---- | ---- | ---- | ---- |
| 360  | 329  | 309  | 289  | 310  | 327  | 319  | 317  | 321  |

| 2014 | 2019 | 2022 | - | - | - | - | - | - |
| ---- | ---- | ---- | - | - | - | - | - | - |
| 337  | 316  | 307  | - | - | - | - | - | - |

## Culture locale et patrimoine

### Lieux et monuments
La commune compte un monument historique :
- l'église Notre-Dame, édifiée aux 12e et 16e siècles, inscrite par arrêté du 16 octobre 1986[26]. Elle contient un orgue construit vers 1750-1760 qui a appartenu à la reine Marie Leczinska.

### Héraldique
| Armes de Lammerville | Les armes de la commune de Lammerville se blasonnent ainsi : écartelé au 1) burelé d’argent et de gueules au lion de sable brochant sur le tout, au 2) d’azur aux trois chaussures cousues de sable, au 3) d’argent aux trois marteaux de gueules, au 4) d'azur aux trois têtes d’aigle d’argent. |